# Sprawa Tomasza Komendy
Sprawa Tomasza Komendy – postępowanie karne przeciwko Tomaszowi Komendzie zakończone niesłusznym skazaniem 16 czerwca 2004 roku wyrokiem Sądu Apelacyjnego we Wrocławiu na karę 25 lat pozbawienia wolności za zgwałcenie i zabójstwo 15-letniej Małgorzaty Kwiatkowskiej w Miłoszycach (ok. 20 km na wschód od Wrocławia). Orzeczenie to zmieniło wyrok Sądu Okręgowego we Wrocławiu z 14 listopada 2003 roku, który w I instancji orzekł dla Tomasza Komendy karę 25 lat pozbawienia wolności. 12 maja 2005 roku Sąd Najwyższy oddalił kasację od wyroku Sądu Apelacyjnego we Wrocławiu jako oczywiście bezzasadną. Karę odbywał w Zakładzie Karnym w Strzelinie. W połowie marca 2018 został przez sąd penitencjarny przy Sądzie Okręgowym we Wrocławiu warunkowo zwolniony z odbywania kary i wyszedł na wolność po 18 latach. 16 maja 2018 roku Sąd Najwyższy uniewinnił Tomasza Komendę. Mężczyzna zmarł 21 lutego 2024 w wieku niespełna 47 lat.
Według wyników sondażu opublikowanego w marcu 2018 roku przez Wirtualną Polskę o sprawie Tomasza Komendy słyszało 89% Polaków. Wspomnienia niesłusznie skazanego spisał dziennikarz Superwizjera TVN Grzegorz Głuszak w książce 25 lat niewinności. Historia Tomasza Komendy, wydanej 11 września 2018 nakładem wydawnictwa Znak Literanova. Za reportaż na antenie TVN o tym samym tytule 1 grudnia 2018 roku otrzymał nagrodę MediaTory w kategorii DetonaTOR, a w listopadzie 2018 roku wyróżnienie honorowe Nagrody im. Andrzeja Woyciechowskiego.

## Okoliczności skazania Tomasza Komendy
Noc sylwestrową 1996/1997 15-letnia Małgorzata Kwiatkowska, mieszkanka Jelcza-Laskowic spędziła, bawiąc się na dyskotece Alcatraz w Miłoszycach przy ul. Głównej 7A. Nastolatka piła tam alkohol, a na zewnątrz wyszła z jednym z poznanych kolegów. Ostatni raz widziana była z trzema mężczyznami, którzy ją prowadzili: Krzysztofem K. i Andrzejem W. oraz rozpoznanym przez świadków Ireneuszem Matuszakiem.
Rano między gospodarstwami znaleziono ciało nastolatki. Na sobie miała jedynie skarpetki z czerwonym paskiem, a wokół była duża ilość krwi. Została ona brutalnie zgwałcona, na śniegu i mrozie umierała przez wiele godzin. Biegły z zakresu medycyny sądowej po autopsji napisał, że dziewczyna zmarła w wyniku wyziębienia i wykrwawienia. Śledczy ustalili, że sprawców było kilku. Świadczyły o tym ślady zostawione na miejscu zbrodni, między innymi DNA, jednak sprawców nie wykryto, a śledztwo umorzono.
W gospodarstwie obok Ireneusz Matuszak pił tej nocy. Tam również w pobliżu pustych butelek znaleziono mały naszyjnik z napisem „love” i kolczyk, ale biżuteria ta zwrócona została właścicielom gospodarstwa. W czasie przesłuchań świadek Matuszak, opowiadając, jak obserwował dziewczynę bawiącą się na dyskotece, wspomniał również o skarpetkach i ich czerwonym pasku.
W 1999 roku w programie Telewizyjne Biuro Śledcze telewizji Polsat przedstawiono rysunek z wizerunkiem mężczyzny, z którym miała bawić się wtedy 15-latka. Po programie na policję zadzwoniła Dorota P., która stwierdziła, że osoba z rysunku jest podobna do wnuka jej sąsiadki, Tomasza Komendy. Eksperci z Akademii Medycznej we Wrocławiu napisali, że włos znaleziony na kominiarce z miejsca zbrodni może do niego należeć, jak również ślad zębów na ciele ofiary mógłby być jego, z zastrzeżeniem, że także kilku innych osób. Dwa psy policyjne Lukas i Kir, niezależnie od siebie, wskazały, że zapach z czapki ofiary należy do Tomasza Komendy. Z kolei 12 osób dało mu alibi, że tamtego sylwestra spędzał we Wrocławiu.
16 listopada 1999 roku Tomasz Komenda został po raz pierwszy przesłuchany w charakterze świadka, zaś 29 listopada 1999 roku przesłuchano biegłego. 19 kwietnia 2000 roku Komenda został zatrzymany, a następnie został aresztowany po przedstawieniu mu wcześniej zarzutu o treści: „W nocy z 31 grudnia 1996 roku na 1 stycznia 1997 roku w Miłoszycach, działając ze szczególnym okrucieństwem, wspólnie i w porozumieniu z innymi dotychczas nieustalonymi osobami, dopuścił się zgwałcenia Małgorzaty K., w następstwie czego doznała ona obrażeń w postaci podbiegnięć krwawych i rozerwania śluzówki pochwy, tkanek miękkich pomiędzy pochwą a odbytem z następowym dużym krwotokiem zewnętrznym, podbiegnięć krwawych śluzówki i ścian odbytu, podbiegniętych krwią wrzecionowatych pęknięć śluzówki odbytu stanowiące trwałą chorobę realnie zagrażającą życiu, to jest o przestępstwo z art. 197 § 3 kk w związku z art. 197 § 1 kk, art. 156 § 3 kk w związku z art. 156 § 1 punkt 2 kk w związku z art. 11 § 1 kk”.
Podczas przesłuchania tylko raz potwierdził policjantom, że tamtej nocy był w Miłoszycach i miał tam odbyć dobrowolny stosunek z pewną dziewczyną. Później powtarzał, że te wyjaśnienia zostały na nim wymuszone groźbami i zastraszaniem. 2 kwietnia 2001 roku, a zatem niecały rok od zatrzymania Tomasza Komendy, prokurator skierował do Sądu Okręgowego we Wrocławiu akt oskarżenia oskarżając go o gwałt ze szczególnym okrucieństwem i pobicie ze skutkiem śmiertelnym Małgorzaty K. 14 listopada 2003 roku przez sąd I instancji został skazany na 15 lat pozbawienia wolności za to, że „w nocy z 31 grudnia 1996 r. na 1 stycznia 1997 r. w Miłoszycach, działając ze szczególnym okrucieństwem, działając wspólnie i w porozumieniu z dotąd nie ustalonymi osobami, używając przemocy polegającej na zastosowaniu dużej siły fizycznej w celu przełamania oporu ofiary, powodując szereg urazów górnej partii ciała, dopuścił się zgwałcenia nieletniej Małgorzaty K. poprzez między innymi penetrację narządów rodnych i odbytu narzędziem tępym lub tępokrawędzistym, w następstwie czego doznała ona obrażeń w postaci rozległych podbiegnięć krwawych i rozerwania śluzówki pochwy, tkanek miękkich pomiędzy pochwą a odbytem z następowym dużym krwotokiem zewnętrznym. Podbiegnięć krwawych śluzówki i ścian odbytu, podbiegniętych krwią wrzecionowatych pęknięć śluzówki odbytu, stanowiących trwałą chorobę realnie zagrażającą życiu, które to obrażenia w połączeniu z wychłodzeniem organizmu skutkowały śmiercią wymienionej tj. o przestępstwo z art. 197 § 3 kk w zw. z art. 197 § 1 kk, art. 156 § 1 kk w zw. z art. 156 § 1 pkt. 2 w zw. z art. 11 § 2 kk”. 16 czerwca 2004 roku Sąd Apelacyjny we Wrocławiu zmienił ten wyrok, zaostrzając karę i zmieniając kwalifikację prawną (przypisany oskarżonemu Tomaszowi Komendzie w pkt I części skazującej czyn kwalifikuje z art. 148 § 1 dkk w zw. z art. 168 § 2 dkk w zw. z art. 10 § 2 dkk i orzekł środek karny pozbawienia praw publicznych na okres 10 lat), a następnie skazał go prawomocnie na karę 25 lat więzienia. Kasacja od tego wyroku, 12 maja 2005 roku, została przez Sąd Najwyższy oddalona jako oczywiście bezzasadna. W trakcie śledztwa Komenda złożył zeznanie, w którym przyznał się do popełnienia zbrodni. Później w rozmowie z dziennikarzem Superwizjera TVN w 2006 roku wyjaśnił, że zeznanie wymuszono na nim biciem.
Przyznałem się do tego, ale tylko z tego powodu na policji się przyznałem, bo (…) ci którzy mnie zatrzymywali powiedzieli, że mają na mnie takie, jakie mają dowody. I zaczęli mnie bić, żebym się do tego przyznał, bo ta sprawa za długo trwa, nie mogą odnaleźć prawdziwych sprawców, i ja muszę się do tego przyznać, bo inaczej nie wyjdę żywy z ich pokoju. I po prostu tak mnie bili, że nawet bym się przyznał, że strzelałem do papieża, nie? Jana Pawła II.
W momencie skazania Komenda miał ukończoną jedynie szkołę podstawową i szkołę specjalną. Pracował w myjni. Nie miał wcześniej problemów z prawem.

## Droga do uniewinnienia
Sprawą zabójstwa zainteresowali się policjant Remigiusz Korejwo (ur. 1976) oraz dwóch innych policjantów z wydziału dochodzeniowo-śledczego, którzy przeanalizowali akta postępowania. W 2016 r. prokuratura wróciła do sprawy. W czerwcu 2017 ujawniono, że związek ze śmiercią nastolatki może mieć Ireneusz Matuszak, który kilka razy był już skazywany za gwałty. Stał się głównym oskarżonym w sprawie, gdyż okazało się, że w czasie przesłuchania świadek wskazywał na elementy, które w ocenie prokuratury mógł znać jedynie sprawca: czarne rajstopy i białe skarpetki z charakterystycznym wzorem. Mężczyzna twierdził, że skarpetki wystawały znad butów, choć nie mógł ich widzieć, gdyż nastolatka miała na sobie kozaki, a skarpetki były pod rajstopami.
Podczas powtórnej analizy akt okazało się, że nie zawierają one dowodów winy Tomasza Komendy, w związku z czym Prokuratorzy Prokuratury Krajowej: Robert Tomankiewicz i Dariusz Sobieski złożyli do Sądu Najwyższego wniosek o uniewinnienie prawomocnie skazanej osoby. 15 marca 2018 roku Sąd Okręgowy we Wrocławiu rozpoznając sprawę o zarządzenie przerwy w odbywaniu kary zdecydował z urzędu warunkowo zwolnić Tomasza Komendę z odbycia reszty kary. 16 maja 2018 roku Sąd Najwyższy uchylił wyroki skazujące mężczyznę, stwierdzając, iż jest niewinny, a dowody w sposób jednoznaczny wykluczają jego sprawstwo, tj. uniewinnił go. Sąd Najwyższy przyjął, że „zebrany w toku postępowania prowadzonego przez Prokuraturę Krajową Wydział Zamiejscowy we Wrocławiu (syg. PK I WZ Ds.43.2017) materiał dowodowy umożliwił przedstawienie innej osobie zarzutu zgwałcenia ze szczególnym okrucieństwem i zabójstwa z zamiarem ewentualnym Małgorzaty Kwiatkowskiej, a jednocześnie w sposób jednoznaczny i niebudzący wątpliwości wskazał, że Tomasz Komenda nie jest sprawcą czynu, za popełnienie którego został prawomocnie skazany”. Nowa ekspertyza biegłych z Katedry Medycyny Sądowej z Poznania, sformułowana z wykorzystaniem nowoczesnej techniki badawczej, wyklucza pozostawienie śladów zębów przez oskarżonego. Ponadto DNA badanych włosów i innych wydzielin organizmu może należeć do innych osób, natomiast czapka z miejsca zdarzenia nie należała do oskarżonego.
Tomasz Komenda spędził w więzieniu 6540 dni (czterokrotnie występował o zarządzenie przerwy, nigdy nie uzyskał na to zgody). Znęcano się nad nim psychicznie i fizycznie, trzykrotnie próbował popełnić samobójstwo.

## Późniejsze wydarzenia
W czerwcu 2018 zmarła Dorota P., natomiast w październiku 2018 roku media poinformowały, że w sierpniu 2017 życie stracił inny świadek w tej sprawie, Piotr S., znajomy Matuszaka (został zamordowany podczas libacji alkoholowej). We wrześniu 2020 Sąd Okręgowy we Wrocławiu skazał Ireneusza Matuszaka i Norberta Basiurę za gwałt oraz zabójstwo 15-letniej Małgorzaty Kwiatkowskiej na 25 lat pozbawienia wolności i 10 lat pozbawienia praw publicznych. W grudniu roku następnego sąd apelacyjny zmienił karę wymierzoną Norbertowi Basiurze na 15 lat pozbawienia wolności, utrzymując karę 25 lat pozbawienia wolności dla Ireneusza Matuszaka; 26 października 2023 Sąd Najwyższy oddalił kasację od tego wyroku.
W kwietniu 2019 Komenda złożył wniosek o przyznanie za niesłuszne pozbawienie wolności kwoty: 18 mln zł odszkodowania i 812 tys. zł zadośćuczynienia. 8 lutego 2021 Sąd Okręgowy w Opolu orzekł, że Komenda otrzyma od Skarbu Państwa 12 mln zł zadośćuczynienia i 811 533,12 zł odszkodowania. Ani prokurator, ani też wnioskodawca Komenda nie zdecydował się składać apelacji od tego orzeczenia – taka sytuacja zdarzyła się po raz pierwszy w historii polskiego wymiaru sprawiedliwości w sprawach karnych. W sprawie o odszkodowanie reprezentował go Zbigniew Ćwiąkalski.
28 grudnia 2023 roku Prokuratura Okręgowa w Łodzi umorzyła śledztwo ws. przekroczenia uprawnień i niedopełnienia obowiązków skutkujących niesłusznym skazaniem Tomasza Komendy. Decyzję uargumentowano brakiem znamion czynu zabronionego.
Tomasz Komenda zmarł 21 lutego 2024 roku, w wieku 46 lat na nowotwór płuc. Został pochowany na cmentarzu przy ul. Kiełczowskiej we Wrocławiu.

## Tomasz Komenda w kulturze

### Film oparty na sprawie Tomasza Komendy
W 2020 na ekrany kin wszedł film fabularny 25 lat niewinności. Sprawa Tomka Komendy, polski dramat sensacyjny, w reżyserii Jana Holoubka, powstały na podstawie scenariusza Andrzeja Gołdy. Tytułową rolę zagrał Piotr Trojan, a w komponowaniu muzyki do filmu brał udział m.in. Kazik Staszewski. Podczas uroczystej premiery filmu 10 września 2020 w Warszawie Tomasz Komenda zdradził, że jego partnerka jest w ciąży i oświadczył się jej na oczach zgromadzonych gości i dziennikarzy. Anna Walter przyjęła oświadczyny.
21 stycznia 2021 premierę miał czteroodcinkowy miniserial, również zatytułowany 25 lat niewinności. Sprawa Tomka Komendy, będący rozszerzeniem wydarzeń przedstawionych w filmie kinowym.

### Sprawa Tomasza Komendy jako aluzja
Sprawa Komendy jest przedmiotem aluzji. Stosowana jest ona m.in. przy porównaniu określonych sytuacji do sprawy niesłusznie skazanego za zbrodnię w Miłoszycach, np. w celu ekspresji poczucia niesprawiedliwego osądzenia.